# あっと
あっと（atto）は、日本の漫画家である。

## 経歴・人物
2007年に『月刊コミックアライブ』連載のファンタジー漫画『こあくまメレンゲ』でデビュー。2009年に連載終了。次作の『のんのんびより』では前作の要素を引き継ぎながらも（宮内ひかげなど共通して登場する人物がいる）内容自体は別物とし、日常系でありながらも田舎を舞台にした世界観が好評を博し2013年にはアニメ化。また2015年にはアニメ2期、2018年には劇場版、2021年にはアニメ3期が放送された。以降は関連商品の売れ行きも良くヒット作として人気が持続している。
2016年4月より放送されたテレビアニメ『ハイスクール・フリート』のキャラクター原案を担当した。『はいふり』と『のんのんびより』は同じ雑誌『月刊コミックアライブ』（KADOKAWA/メディアファクトリー）で連載されている。表紙でもコラボを行ったことがある。その際には自分で描いた。

## 作品リスト

### 漫画作品

#### 連載
- こあくまメレンゲ（『月刊コミックアライブ』2007年12月号 - 2009年3月号）
- のんのんびより（『月刊コミックアライブ』2009年11月号 - 2021年4月号[1]）
  - のんのんびより りめんばー（『月刊コミックアライブ』2021年7月号[2] - 2022年3月号[3]） - 短期連載[2]。

#### 読み切り
- カラオケでの友達の作り方（原作：平坂読、『僕は友達が少ない 公式アンソロジーコミック』2011年） - 『僕は友達が少ない』のアンソロジー寄稿作品。
- 上京の条件（原作：吉元ますめ、『くまみこ 公式アンソロジー』2016年） - 『くまみこ』のアンソロジー寄稿作品。
- 『少女終末旅行』のアンソロジー寄稿作品（原作：つくみず、『少女終末旅行 公式アンソロジーコミック』2017年）

### 書籍
- 『こあくまメレンゲ』、メディアファクトリー〈MFコミックス アライブシリーズ〉2009年、全1巻
  - （新装版）KADOKAWA〈MFコミックス アライブシリーズ〉、2014年、全1巻
- 『のんのんびより』KADOKAWA（旧メディアファクトリー）〈MFコミックス アライブシリーズ〉2010年 - 2021年、全16巻
- 『のんのんびより りめんばー』、KADOKAWA〈MFコミックス アライブシリーズ〉2022年、全1巻

### その他
- ディーふらぐ!（テレビアニメ、2014年）第8話エンドカード
- 私に天使が舞い降りた!（テレビアニメ、2019年）第11話エンドカード
- 世話やきキツネの仙狐さん（テレビアニメ、2019年）第9話エンドカード
- きんいろモザイク アンソロジーコミック（アンソロジーコミック、2015年）表紙イラスト
- ハイスクール・フリート（テレビアニメ、2016年）キャラクター原案
  - 劇場版 ハイスクール・フリート（アニメ映画、2020年）キャラクター原案
- ゼノブレイド2（コンピュータゲーム、2017年）レアブレイドデザイン
- 日々は過ぎれど飯うまし（テレビアニメ、2025年）キャラクター&ストーリー原案・漫画ネーム制作